# Всесвітня продовольча програма
Всесві́тня продово́льча програ́ма (ВПП), або Світова́ продово́льча програ́ма (СПП; англ. United Nations World Food Programme, WFP) — ланка Організації Об'єднаних Націй з питань надання харчової допомоги, найбільший підрозділ гуманітарної допомоги. СПП забезпечує харчами близько 90 мільйонів людей протягом року, 58 з яких — діти. Зі своєї штабквартири, яка розташована в Римі та зі своїх підрозділів, які містяться в понад 80 країнах світу, СПП допомагає людям, які не в змозі забезпечувати харчовими продуктами себе та власні сім'ї.
СПП початково в 1961 році була представлена на конференції Продовольчої та сільськогосподарської організації ООН (FAO), на якій Джордж Макговерн, директор програми Продовольство заради Миру, запропонував створити міжнародну програму продовольчої допомоги. СПП фактично була створена в 1963 ФАО та Генеральною Асамблеєю ООН на трирічний випробувальний термін.
Керівництво СПП здійснюється Виконавчою Комісією, яка складається з 36 країн-членів. Виконавчим директором СПП є Джозеф Ширан, якого було назначено Генеральним Секретарем ООН на 5-ріний термін. СПП нараховує 10587 осіб (2006 рік) штатного складу.

## Цілі та стратегії
СПП намагається подолати голод та нестачу продовольчої бази. Головними цілями СПП, згідно з основного призначення діяльності організації є:
- Врятувати життя людей в надзвичайних ситуаціях;
- Поліпшити якість продовольчого забезпечення та рівня життя найвразливішої частини населення в найкритичніші моменти їх життя;
- Допомога щодо створення активів та сприяння тому, щоб люди повірили у власні сили. Головним чином це забезпечується за допомогою програм інтенсивної зайнятості робочої сили.

Продовольча допомога СПП також направлена на боротьбу проти дитячої смертності, на поліпшення матеріального благоустрою, на боротьбу проти таких хвороб, як ВІЛ-СНІД. Програми СПП допомагають становленню екологічної та економічної стабілізації та сільськогосподарському виробництву.

## Діяльність організації
У 2014  [Архівовано 2 вересня 2015 у Wayback Machine.] році СПП роздала 3,2 мільйона метричних тонн їжі і допомогла 80 мільйонів людей у 82 країнах, серед них:
- 66,8 мільйона отримувачів допомоги — жінки і діти;
- 64 % отримувачів допомоги — діти;
- Більше половини отримувачів (42 мільйони) — це люди, що постраждали внаслідок надзвичайних ситуацій;
- 14,8 мільйона внутрішньо переміщені особи;

Ще одним напрямком діяльності СПП є покращення стану харчування. Станом на 2014 рік  [Архівовано 2 вересня 2015 у Wayback Machine.]
- 7,3 мільйона дітей отримали спеціальні харчові набори;
- 3 мільйони матерів отримали харчову допомогу;
- 800 000 людей хворих на ВІЛ/СНІД отримали допомогу СПП;

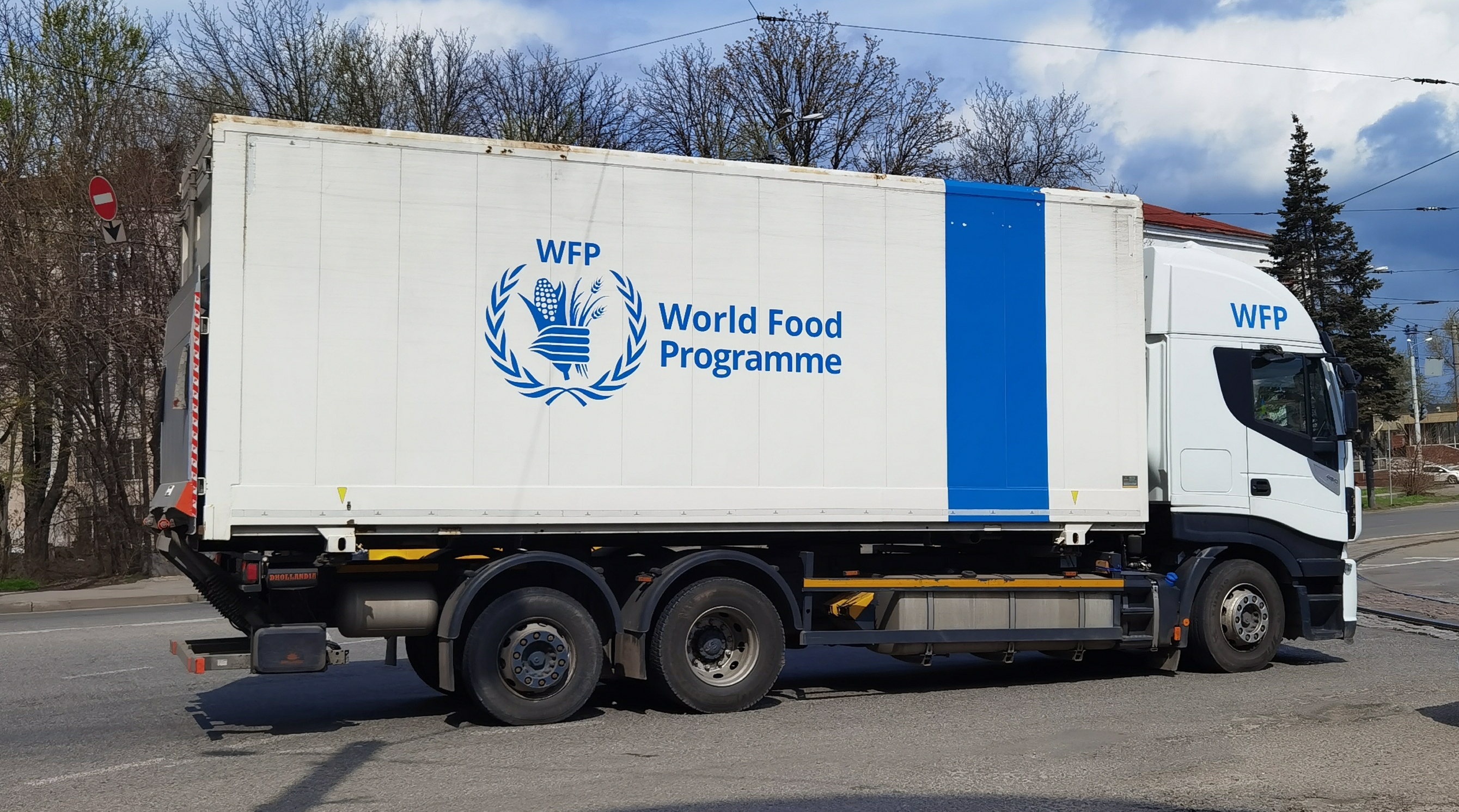
Вантажівка WFP в Дніпрі під час війни.

- Вантажівка WFP в Дніпрі під час війни.31 700 госпіталів та медичних установ отримали допомогу СПП.

СПП фокусує свою допомогу головним чином на жінках та дітях, ставлячи за мету покінчити з дитячим голодуванням. Щороку 20 мільйонів дітей отримують допомогу від СПП в рамках програми шкільного харчування. [Архівовано 5 вересня 2015 у Wayback Machine.] Програма допомагає учням сфокусуватися на навчанні; з іншого боку відбувається заохочення батьків віддавати своїх дітей, особливо дівчат, до школи.
Діяльність ВПП не рідко пов'язана з певним ризиком для життя і здоров'я своїх співробітників, адже місії, в основному, працюють в районах світу, які відзначаються напруженістю, збройними зіткненнями та війнами. Так, згідно повідомлення очільника місії організації з підтримки перехідного періоду в країні Фолькера Пертеса, 15 квітня 2023 року в Судані, під час зіткнень поміж собою військових силових структур, загинуло троє співробітників Всесвітньої продовольчої програми.

## Фінансування
Діяльність СПП фінансується шляхом грошових вкладень урядів країн, корпорацій та приватних осіб. У 2014 році СПП отримала 5,38 млрд дол. пожертв  [Архівовано 2 вересня 2015 у Wayback Machine.]. Усі вкладення є добровільними. Адміністративні витрати складають лише 7 % — один із найнижчих рівнів серед організацій подібного призначення.

## Світова продовольча програма в Україні
Війна на сході України вплинула на 5 мільйонів людей, щонайменше 1,7 мільйона з них — діти. СПП працює в Україні з 2014 року. В першу чергу СПП надає допомогу найбільш вразливим групам серед місцевого населення, людям, що повернулися до постійних місць проживання і дітям, що знаходять під ризиком недоїдання в Донецькій і Луганській областях.
Там, де дозволяють ринки, СПП роздає ваучери або готівку. Продуктовий ваучер, вартість якого становить близько 20 дол. США на особу на місяць, надає доступ до продовольчих товарів, наявних у місцевих супермаркетах. Там де торгові мережі недостатньо розвинуті, одна особа отримає еквівалент 20 доларам США готівкою для придбання їжі. СПП надає 140 000 людям готівку або електронні ваучери.
Там, де доступ до ринків обмежений, СПП роздає продуктові набори. В 2014 році такий набір містив м'ясні консерви, рибу, рис, макаронні вироби, квасолю, а також вітамінізовану рослинну олію, цукор, сіль і чай.
Під час війни, людям не вистачає їжі і ситуація з харчуванням погіршується. СПП продовжила свою надзвичайну операцію, щоб надати продовольчу допомогу більше ніж 575 000 людям до кінця 2015 через роздачу продовольчих наборів, готівки або ваучерів на придання продуктів. Також 20 000  дітей отримають додаткову продовольчу допомогу протягом 6 місяців. Це дозволить зупинити погіршення їх стану харчування. Станом на серпень 2015 року , СПП надала допомогу близько 200 000  людям в Україні [Архівовано 24 вересня 2020 у Wayback Machine.].